# Рок д’Оле д’Орнак, Жан Жак де ла
Жан Жак де ла Рок д’Оле д’Орнак (фр. Jean-Jacques de la Roque d'Olès d'Ornac; март 1729, Англес — 1806, Англес) — французский военачальник, участник Революционных войн, генерал-лейтенант (1792). 

## Биография
Родился в 1729 году в Англесе в дворянской семье. В 1744 году в возрасте около 15 лет поступил корнетов в Лангедокский драгунский полк. В 1744—1748 годах сражался в Италии. В 1751 был произведён в первые лейтенанты.
Участвовал в Семилетней войне, был ранен в 1758 году во время нападения англичан на Шербур. В 1759 году был произведён в капитаны. Сражался в Германии. В 1763 году получил высокую награду — Военный орден Святого Людовика, за доблесть, проявленную ранее в боях Семилетней войны. 
В 1792 году был произведён в генерал-лейтенанты. Будучи уже немолодым человеком, по каким-то причинам поддержал Французскую революцию. Служил во французской Савойской армии, осуществившей завоевание Савойи. Когда командующий армии генерал Монтекью-Фезенсак, несмотря на успешный ход военных действий, был смещён со своего поста и отозван в Париж, генерал де ла Рок д’Оле д’Орнак временно возглавил Савойскую армию. Когда из Парижа был прислан новый командующий, Келлерман, недавний победитель при Вальми и будущий маршал Франции, генерал де ла Рок д’Оле д’Орнак оставался при нём в качестве заместителя. Когда уже Келлермана в мае 1793 года отозвали в Париж, потребовав оправдаться перед Конвентом за какие-то неуспехи, де ла Рок снова временно возглавил армию. Затем, поскольку в Лионе вспыхнуло крупное восстание роялистов, Келлерману с главными силами армии пришлось отойти из Савойи в тыл, чтобы организовать осаду Лиона, тогда как д'Орнак командовал частью армии, оставшейся в Савойе, где вёл боевые действия против пьемонтцев. 
Потерявший ногу в одном из предыдущих своих сражений, Орнак не мог ездить верхом, однако действовал достаточно успешно. 29 июня 1793 года он был было отстранён от должности, однако уже 23 августа решением комиссара Конвента Готье был возвращён обратно.
Однако возраст и последствия старых ран давали о себе знать. Осенью 1793 года генерал-лейтенант де ла Рок д’Оле д’Орнак вышел в отставку. Скончался он в 1806 году в Англесе.